# Wądół, Tỉnh West Pomeranian
Wądół [ˈvɔnduu̯] (tiếng Đức: Wilhelmsfreude) là một ngôi làng thuộc khu hành chính của Gmina Lipiany, thuộc quận Pyrzyce, West Pomeranian Voivodeship, ở phía tây bắc Ba Lan. Nó nằm khoảng 2 kilômét (1 mi) phía bắc Lipiany, 15 km (9 mi) về phía đông nam Pyrzyce và 52 km (32 mi) về phía đông nam của thủ đô khu vực Szczecin.
Trước năm 1945 khu vực này thuộc về Đức như một phần của Landkreis Soldin trong Phổ tỉnh Brandenburg. Đối với lịch sử của khu vực, xem Neumark.